# Flavien Joseph Melki
Flavien Joseph Melki (ur. 10 października 1931 w Al-Hasaka) – syryjski duchowny syryjskokatolicki, od 1997 do 2011 biskup kurialny Antiochii.